# Passim
Der lateinische Fachterminus passim (deutsch ‚überall‘, ‚da und dort‘) wird in wissenschaftlichen Texten anstelle von Seitenangaben gebraucht, wenn keine konkrete Zeile oder kein bestimmter Absatz angegeben werden kann, weil der Sachverhalt sich durch den gesamten Text oder ein großes Textstück zieht.
Als Angabe findet sich passim in der Regel in den Fuß- und Endnoten sowie in den Personen- und Sachregistern von wissenschaftlichen Werken. Der Ausdruck wird üblicherweise nicht verwendet, um wichtige Angaben zu belegen (die mit konkreten Seitenzahlen belegt werden), sondern nur, um auf das grundsätzliche Vorhandensein von Belegen für eher unerhebliche, kaum eines Beleges bedürfende Angaben zu verweisen. Des Weiteren dient er als Hinweis, dass sich in dem Werk bzw. der Quelle, auf die man sich beruft, neben den konkreten mit Seitenzahlen angeführten Belegen für eine bestimmte Behauptung noch zahlreiche weitere Angaben finden, die diese Behauptung genauso belegen, die man aber, um Redundanzen zu vermeiden, nicht zusätzlich aufzählt.

## In Registern
In Registern findet man das Wort passim häufig als Anzeigewort, das darauf hinweist, dass ein Begriff neben seiner Nennung in wichtigen Zusammenhängen (die mit konkreter Seitenzahl referenziert werden) in dem betreffenden Buch auch noch sehr häufig in eher unbedeutenden Zusammenhängen auftaucht, auf die nur grundsätzlich, nicht aber durch den Verweis auf konkrete Einzelseiten verwiesen wird.
So könnte im Sachregister eines beliebigen Buches etwa hinter dem Schlagwort „Kriegsende“ stehen: „S. 9, 14, 26, 48, 144 und passim“ (analog dazu: „Kap. 7 et passim“). Damit wird angezeigt, dass die Ausführungen zum Thema „Kriegsende“ auf den mit Nummern genannten Seiten derart wichtig sind, dass es sich für den Durchschnittsleser lohnt, sie nachzuschlagen, dass sich allerdings darüber hinaus noch diverse weitere Erwähnungen des Wortes im vorliegenden Buch finden, die jedoch für die meisten Leser derart unbedeutend sind, dass es im Regelfall eher unzweckmäßig wäre, sie nachzuschlagen. Damit der Leser jedoch weiß, dass sich die Erwähnung des Wortes nicht nur auf die (wichtigen) mit Seitenzahlen referenzierten Stellen beschränkt, sondern eben noch andere vorhanden sind, wird das Wort passim hinzugefügt.